# Ariana Calderón
Ariana Catrina Calderón Valdez (* 12. Mai 1990 in Sacramento, Kalifornien) ist eine in den Vereinigten Staaten geborene ehemalige mexikanische Fußballspielerin, die zuletzt in der Saison 2020/21 für den CF Monterrey in der Liga MX Femenil und zuletzt im Jahr 2018 in der A-Nationalmannschaft gespielt hat.

## Karriere

### Vereine
Calderón kam während ihrer Schulzeit an der Saint Francis Highschool – eine private, katholische, rein weibliche – in Sacramento (im Stadtteil East Sacramento) bereits mit dem Fußballsport in Berührung. Nach ihrem Abschluss an der College vorbereitenden Schule begab sie sich an die Long Island University im Bundesstaat New York um ein Studium zu beginnen. Während ihrer vierjährigen Studienzeit kam sie auch für das Sport-Team der Bildungseinrichtung, die Blackbirds, in der Northeast Conference innerhalb der NCAA Division I in 75 Meisterschaftsspielen zum Einsatz und zu 29 Toren.
In der Spielzeit 2013 war sie für die in Kokkola ansässigen Kokkola Futis 10 in der Naisten Liiga, die höchste Spielklasse im finnischen Frauenfußball, aktiv. Nach dem Ende der Spielzeit nach Island gelangt, gehörte sie vom 16. Juli bis zum 7. September 2014 (9. bis 16. Spieltag) dem Spieltagskader des Erstligisten ÍBV Vestmannaeyjar an und wurde in diesem Zeitraum in fünf Punktspielen eingesetzt.
Nach einer einjährigen Pause war sie ein halbes Jahr für California Storm aktiv, danach das zweite Halbjahr 2016 für den norwegischen Erstligisten Medkila Idrettslag, für den sie zwei Tore in sieben Punktspielen erzielte. Im Kalenderjahr 2017 war sie erneut auf Island tätig; diesmal für den Erstligisten Valur Reykjavík. Vom Ligastart am 27. April bis zum Ligaabschluss am 29. September 2019 wurde sie in allen 18 Punktspielen eingesetzt und erzielte in diesen sieben Tore. 15 Punktspiele waren es in der Folgespielzeit für den Ligakonkurrenten Þór/KA aus Akureyri, in denen ihr (im dritten Punktspiel) ein Tor gelang.
In die Vereinigten Staaten zurückgekehrt, spielte sie für Houston Dash in der höchsten US-amerikanischen Spielklasse, der National Women’s Soccer League. Vom 2. Juni (8. Spieltag) bis zum 12. Oktober 2019 (25. Spieltag) an 15 Spieltagen dem Kader angehörend, wurde sie in lediglich acht Punktspielen berücksichtigt.
Das erste Mal in Mexiko, kam sie für die in Monterrey ansässige und Rayadas de Monterrey genannte Frauenfußballmannschaft in der Clausura 2020, dem Spielbetrieb in der zweiten Jahreshälfte, zum Einsatz. Die darauffolgende erste Jahreshälfte, Apertura genannt, wurde als Meister abgeschlossen.

### Nationalmannschaft
Calderón bestritt für den FEMEXFUT 14 Länderspiele für die A-Nationalmannschaft. Ihr Debüt gab sie am 9. März 2015 in Paralimni im torlosen Spiel gegen die Nationalmannschaft Belgiens im dritten Spiel der Gruppe C im Turnier um den Zypern-Cup (Auswechslung für Mónica Ocampo in der 46. Minute). Zu ihren weiteren Länderspielen zählen u. a. vier in Freundschaft ausgetragene. Am 18. Mai 2015 erzielte sie bei der 1:5-Niederlage gegen die US-amerikanische Nationalmannschaft in Carson mit dem Treffer zum 1:1 in der 39. Minute ihr erstes Länderspieltor. Am 8. Juli 2017 fiel die Niederlage in Falkenberg gegen die Nationalmannschaft Schwedens mit 0:1 geringer aus; sie wurde in der 78. Minute für Charlyn Corral eingewechselt. Im selben Jahr nahm sie mit ihrer Mannschaft an der Oktober-Ausspielung des Vier-Nationen-Turniers teil. Im zweiten Spiel, bei der 2:3-Niederlage gegen die Nationalmannschaft Chinas, gelang ihr das Tor zur 1:0-Führung in der ersten Minute. Im April 2018 gab es ein zweimaliges Kräftemessen mit der US-amerikanischen Nationalmannschaft, das mit 1:4 und 2:6 verloren wurde.

## Erfolge
- Mexikanische Meisterin: 2021 (Apertura)